# Colli sul Velino
Colli sul Velino – miejscowość i gmina we Włoszech, w regionie Lacjum, w prowincji Rieti.
Według danych na rok 2004 gminę zamieszkiwało 515 osób, 39,6 os./km².